# Маказа
Мака̀за или Балка̀н торесѝ (от 29 юни 1942 г. до 5 януари 1946 г. Пролезът) е планинска седловина и проход в Южна България и Северна Гърция, през която преминава междудържавната граница. Оттук преминава и част от път Е85 Русе – Кърджали – Комотини – Александруполис, свързващ България с Беломорска Тракия. Маказа е най-южният планински проход на България.

## География
Маказа (от турски: makas – ножица, стрелка, подпора) попада между източнородопските ридове Гюмюрджински снежник и Стръмни рид на запад и Мъгленик на изток. Геоложкият строеж е от метаморфни скали, а почвите са излужени канелени горски. Оттук извира река Кесибир. Срещат се мизийски бук и габър, а от животинските видове – змиегущер, смок и яребица.

## Стопанска история
През 1912 г. проходът е полесражение на известната Битка при Балкан Тореси, в която българската войска нанася поражение на османските войски, вследствие на което е освободена Беломорска Тракия. След 1920 г. пътят през проход Маказа е прекъснат от границата между България и Гърция. В миналото се планирало изграждането на железопътна линия през прохода, като е построен участъкът от Кърджали през Момчилград до село Подкова, на около 20 km преди седловината. По време на Втората световна война тези планове са подновени, но не се стига до практически действия. Веднага след Втората световна война проходът е затворен окончателно за преминаване и са изградени оградни мрежи по границата ни с Република Гърция.
През 2009 г. изграждането на пътя през Маказа към Гърция е обявено за приоритетен обект. Финансирането му е осигурено от държавния бюджет на Република България. През 2011 г. строителни дейности на бъдещия път за Гърция и трасето на газопровода унищожават археологически обект - могила на 8000 години, най-южното праисторическо селище в България. През октомври 2011 г. проходът е изграден от българска страна, но не е напълно довършен от гръцка поради тежката финансова криза, засегнала страната. След като през 2012 г. голямо срутване прекъсва пътя отвъд границата, гръцката страна отлага неколкократно довършването на своята част от обекта.
На 9 септември 2013 г. е открит новият ГКПП Маказа - Нимфея. По него могат да минават леки автомобили и товарни автомобили с тегло до 3,5 тона. 
Сега по новия панорамен път проходът започва източно от село Кирково на 326 m н.в. и се насочва на юг-югоизток, нагоре по долината на Лозенградска река (десен приток на Чорбаджийска река (Къзълач), десен приток на Върбица, от басейна на Арда). След около 10 km достига седловината на 682 m н.в. на държавната ни граница, където има изграден нов, модерен ГКПП Маказа - Нимфея. От там, вече на гръцка територия е изграден също нов, модерен панорамен път, който след около 18 km слиза от планината в Беломорска Тракия и завършва на около 3 km североизточно от град Комотини на 119 m н.в. По този начин общата дължина на прохода е около 28 km.
На българска територия през прохода преминава последният 10-километров участък от първокласния Републикански път I-5 Русе – Велико Търново – Габрово – Стара Загора – Хасково – Кърджали – ГКПП Маказа – Нимфея

## Други
На Маказа е наречена улица в квартал „Витоша“ в София (Карта).

## Топографска карта
- Лист от карта K-35-99. Мащаб: 1 : 100 000.